# Kevin Vandenbergh
Kevin Vandenbergh (Bonheiden, 16 maggio 1983) è un calciatore belga, attaccante del Ramsel.

## Biografia
È figlio dell'ex calciatore Erwin Vandenbergh.

## Carriera

### Club
Dopo aver giocato con varie squadre di club, tra cui prevalentemente il Genk, nel 2010 si trasferisce all'Eupen e nel 2011 al Mechelen. Nel 2012 ritorna al Westerlo, squadra con cui ha esordito da professionista.

### Nazionale
Conta 13 presenze e 3 reti con la Nazionale belga.

## Palmarès

### Club

#### Competizioni nazionali
- Coppa del Belgio: 1

Westerlo: 2000-2001
- Tweede klasse: 1

Westerlo: 2013-2014